# Nakhla (Algerien)
Nakhla (arabisch اﻟﻨﺨﻠﺔ, DMG an-Naḫla; teilweise auch Nekhla geschrieben) ist eine Stadt im Robbah-Distrikt in der Provinz El Oued in Algerien. Laut einer Volkszählung im Jahr 2008 hatte die Stadt im Jahr 2008 12.652 Einwohner.
Die Gemeinde ist in drei Stadtteile aufgeteilt:
- Nakhla
- Nakhla Gherbia
- Khobna